# Cybister puncticollis
Cybister puncticollis är en skalbaggsart som först beskrevs av Gaspard Auguste Brullé 1837.  Cybister puncticollis ingår i släktet Cybister och familjen dykare. Inga underarter finns listade i Catalogue of Life.